# Командні змагання зі стрільби з лука серед жінок на літніх Олімпійських іграх

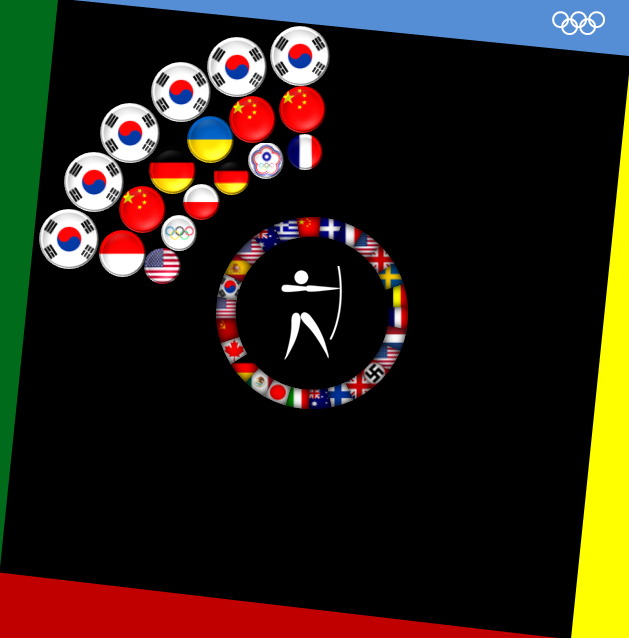
Жінки, командні змагання

Командні змагання зі стрільби з лука серед жінок на літніх Олімпійських іграх — олімпійський вид спорту, вперше був проведений на літніх Олімпійських іграх 1904, а регулярно входить до олімпійської програми з Олімпійських ігор 1988 року

## Історія
Різноманітні змагання зі стрільби з лука були додані до програм Олімпійських ігор 1900, 1904, 1908, і 1920 років. З Олімпійських ігор 1988 року, змагання регулярно входить до олімпійської програми, в якому протягом усіх шести Олімпійських ігор, перемогу здобувала команда з Південної Кореї.

## Формат
Кожна країна-учасниця, яка має трьох лучників в індивідуальному заліку, створює команду, яка повинна виступати як команда країни. Їх результати в індивідуальному рейтингу додаються для визначення рейтингу команди. Першим раундом є 1/16 фіналу, але так як кількість команд, як правило, завжди від 9 до 15, то команди з найвищим рейтингом зазвичай отримують технічну перемогу в першому раунді. Всі поєдинки проходять по системі плей-оф.
| Ігри            | Золото                                                      | Срібло                                                       | Бронза                                                                 |
| 1904, Сент-Луїс | США Лора Вудрафф Джессі Поллок Луїза Тейлор Матильда Хауелл | США Емма Кук Мейбл Тейлор                                    | Лише 2 команди                                                         |
| 1988, Сеул      | Південна Корея Кім Суньон Ван Хикьон Юн Йонсук              | Індонезія Лильєс Хандаяні Нурфітріяна Сайман Кусума Вардхані | США Дебора Окс Деніс Паркер Мелані Скіллман                            |
| 1992, Барселона | Південна Корея Чхо Йонджон Кім Суньон Лі Ингьон             | КНР Ма Сянцзюнь Ван Хон Ван Сяочжу                           | Об'єднана команда Людмила Аржанникова Хатуна Квірішвілі Наталя Валеєва |
| 1996, Атланта   | Південна Корея Кім Джосон Кім Гьонвук Юн Хейон              | Німеччина Барбара Менсінг Корнелія Пфоль Сандра Вагнер-Заксе | Польща Івона Марцинкевич Катажина Клата Іоанна Новицька                |
| 2000, Сідней    | Південна Корея Кім Суньон Кім Намсун Юн Миджин              | Україна Олена Садовнича Наталя Бурдейна Катерина Сердюк      | Німеччина Барбара Менсінг Корнелія Пфоль Сандра Вагнер-Заксе           |
| 2004, Афіни     | Південна Корея Ли Сонджин Пак Сонхён Юн Миджин              | КНР Хе Ін Лінь Сан Чжан Цзюаньцзюань                         | Китайський Тайбей Чень Ліжу У Хуейжу Юань Шуці                         |
| 2008, Пекін     | Південна Корея Чу Хьонджон Пак Сонхьон Юн Окхі              | КНР Чень Лін Ґуо Дань Чжан Цзюаньцзюань                      | Франція Віржіні Арнольд Софі Додмон Беранжер Шу                        |